# Język kamarian
Język kamarian (a. kamariang), także seruawan – język austronezyjski z wyspy Seram w prowincji Moluki w Indonezji.
Był używany w trzech wsiach. W 1978 r. znała go niewielka część mieszkańców wsi Kamarian i Rumakai (osoby w wieku powyżej 50/60 lat), dziś znajduje się na skraju wymarcia. W 2000 r. odnotowano, że ma mniej niż 50 użytkowników. Według doniesień z 2013 r. główny język wsi Rumakai to malajski amboński. Lokalny język pozostaje w użyciu w pewnych obrzędach, aczkolwiek w ograniczonym zakresie.